# Последний свет
«Последний свет» (англ. Last Light) — художественный фильм 1993 года, поставленный Кифером Сазерлендом. Дебютная работа Кифера Сазерленда в качестве кинорежиссёра.

## Сюжет
Преступник Денвер Бэйлис в юности совершает очень серьёзные преступления. Из-за этих преступлений он попадает в тюрьму, в камеру смертников. В последние дни перед казнью на электрическом стуле он понимает, что ему очень нужна хоть какая-то моральная поддержка. В это самое время в тюрьму прибывает охранник Фред Уитмор, бывший полицейский, которого списали за неоправданное использование огнестрельного оружия.

## В ролях
- Кифер Сазерленд — Денвер Бэйлис
- Форест Уитакер — Фред Уитмор
- Клэнси Браун — лейтенант Макмэйнис
- Тони Т. Джонсон — Даррел
- Аманда Пламмер — Лилиан Бурк
- Дэнни Трехо